# Persone di nome Gustaf
| Questa pagina contiene informazioni ricavate automaticamente dalle voci biografiche con l'ausilio del template Bio e di un bot. L'aggiornamento è periodico e automatico e ricostruisce completamente la pagina. Se manca una persona in questa lista, sei pregato di non aggiungerla, ma accertati piuttosto che la sua voce biografica contenga il template Bio e che i dati anagrafici siano correttamente compilati. Se il template Bio manca, inseriscilo tu stesso o, in alternativa, metti l'avviso {{tmp\|Bio}} che ne segnala la mancanza. Se i dati riportati sono sbagliati, correggi direttamente la voce biografica; le modifiche saranno visibili in questa lista entro pochi giorni. Per chiarimenti vedi il progetto antroponimi. La lista contiene solo le 57 persone che sono citate nell'enciclopedia e per le quali è stato implementato correttamente il template Bio. Pagina aggiornata al 16 ott 2024. |

Questa è una lista di persone presenti nell'enciclopedia che hanno il prenome Gustaf, suddivise per attività principale.

## Archeologi(1)
- Oscar Montelius, archeologo svedese (Stoccolma, n. 1843 - Stoccolma, † 1921)

## Architetti(1)
- Ferdinand Boberg, architetto svedese (Falun, n. 1860 - Stoccolma, † 1946)

## Artisti(1)
- Gustaf von Numers, artista finlandese (Kangasala, n. 1912 - Helsinki, † 1978)

## Attori(5)
- Gustaf Gründgens, attore e regista tedesco (Düsseldorf, n. 1899 - Manila, † 1963)
- Gustaf Hammarsten, attore svedese (Stoccolma, n. 1967)
- Gustaf Molander, attore e regista svedese (Helsingfors, n. 1888 - Stoccolma, † 1973)
- Gustaf Ranft, attore svedese (Stoccolma, n. 1856 - Nacka, † 1929)
- Gustaf Skarsgård, attore svedese (Stoccolma, n. 1980)

## Botanici(1)
- Gustaf Johan Billberg, botanico, zoologo e anatomista svedese (Karlskrona, n. 1772 - Stoccolma, † 1844)

## Calciatori(6)
- Gustaf Carlson, calciatore svedese (Stoccolma, n. 1894 - Stoccolma, † 1942)
- Gustaf Crona, ex calciatore svedese (Örebro, n. 1979)
- Ingvar Gärd, calciatore e allenatore di calcio svedese (Malmö, n. 1921 - † 2006)
- Gustaf Holmström, calciatore finlandese (Helsinki, n. 1888 - Helsinki, † 1970)
- Gustaf Lagerbielke, calciatore svedese (Stoccolma, n. 2000)
- Albert Öijermark, calciatore svedese (Sundbyberg, n. 1900 - Sundbyberg, † 1976)

## Cavalieri(3)
- Gustaf Adolf Boltenstern Jr., cavaliere svedese (Stoccolma, n. 1904 - Mariefred, † 1995)
- Gustaf Adolf Boltenstern, cavaliere svedese (Helsingborg, n. 1861 - Stoccolma, † 1935)
- Gustaf Kilman, cavaliere svedese (Kungälv, n. 1882 - Göteborg, † 1946)

## Ciclisti su strada(1)
- Gösta Carlsson, ciclista su strada svedese (Uppsala, n. 1906 - Uppsala, † 1992)

## Diplomatici(1)
- Harald Edelstam, diplomatico svedese (Stoccolma, n. 1913 - † 1989)

## Drammaturghi(1)
- Rune Lindström, drammaturgo, attore e poeta svedese (Fagersta, n. 1916 - † 1973)

## Filologi(1)
- Gustaf Kossinna, filologo e archeologo tedesco (Tilsit, n. 1858 - Berlino, † 1931)

## Fondisti(1)
- Enar Josefsson, fondista svedese (Åsele, n. 1916 - Stoccolma, † 1989)

## Generali(2)
- Gustaf Mauritz Armfelt, generale, diplomatico e politico svedese (Tarvasjoki, n. 1757 - Carskoe Selo, † 1814)
- Gustaf Fredrik von Rosen, generale e politico svedese (Tallinn, n. 1688 - Stoccolma, † 1769)

## Ginnasti(2)
- Gustaf Olson, ginnasta svedese (Linköping, n. 1883 - Stoccolma, † 1966)
- Gustaf Rosenquist, ginnasta svedese (Jönköping, n. 1887 - Las Palmas de Gran Canaria, † 1961)

## Hockeisti su ghiaccio(1)
- Gustaf Johansson, hockeista su ghiaccio svedese (Stoccolma, n. 1900 - Stoccolma, † 1971)

## Lottatori(2)
- Gustaf Klarén, lottatore svedese (Fritsla, n. 1906 - Borås, † 1984)
- Gustaf Malmström, lottatore svedese (Malmö, n. 1884 - Malmö, † 1970)

## Maratoneti(1)
- Gustaf Jansson, maratoneta svedese (n. 1922 - Karlstad, † 2012)

## Mezzofondisti(1)
- Gustaf Mattsson, mezzofondista e siepista svedese (Länna, n. 1893 - Sundbyberg, † 1977)

## Multiplisti(1)
- Gösta Holmér, multiplista, altista e ostacolista svedese (Vimmerby, n. 1891 - Stoccolma, † 1983)

## Nuotatori(1)
- Gustaf Wretman, nuotatore svedese (Stoccolma, n. 1888 - † 1949)

## Orientalisti(1)
- Gustaf Dalman, orientalista e teologo tedesco (Niesky, n. 1855 - Herrnhut, † 1941)

## Pallanuotisti(1)
- Martin Norberg, pallanuotista svedese (Stoccolma, n. 1902 - Stoccolma, † 1991)

## Pentatleti(2)
- Gustaf Dyrssen, pentatleta e schermidore svedese (Stoccolma, n. 1891 - Kungsängen, † 1981)
- Gösta Lilliehöök, pentatleta svedese (Stoccolma, n. 1884 - Danderyd, † 1974)

## Pittori(3)
- Gustaf Cederström, pittore svedese (Stoccolma, n. 1845 - Stoccolma, † 1933)
- Gustaf Fjæstad, pittore e designer svedese (Stoccolma, n. 1868 - Arvika, † 1948)
- Gustaf Lundberg, pittore svedese (Stoccolma, n. 1695 - Stoccolma, † 1786)

## Poeti(2)
- Gustaf Fröding, poeta svedese (Karlstad, n. 1860 - Stoccolma, † 1911)
- Gustaf Fredrik Gyllenborg, poeta svedese (Suinstad, n. 1731 - Stoccolma, † 1808)

## Politici(3)
- Gustaf Bonde, politico svedese (Pargas, n. 1620 - Amburgo, † 1667)
- Yngve Larsson, politico svedese (Sundsvall, n. 1881 - Stoccolma, † 1977)
- Gustaf af Wetterstedt, politico svedese (n. 1776 - † 1837)

## Presbiteri(1)
- Gustaf Vilhelm Gumaelius, presbitero, scrittore e politico svedese (Taxinge, n. 1789 - Örebro, † 1877)

## Schermidori(1)
- Birger Cederin, schermidore svedese (Höreda, n. 1895 - † 1942)

## Sciatori alpini(1)
- Gustaf Lindqvist, sciatore alpino svedese (n. 2001)

## Storici(1)
- Gustaf Adlerfelt, storico svedese (Stoccolma, n. 1671 - Poltava, † 1709)

## Tiratori a segno(4)
- Gustaf Boivie, tiratore a segno svedese (Stoccolma, n. 1864 - Ängelholm, † 1951)
- Eric Carlberg, tiratore a segno, schermidore e pentatleta svedese (Karlskrona, n. 1880 - Stoccolma, † 1963)
- Vilhelm Carlberg, tiratore a segno svedese (Karlskrona, n. 1880 - Stoccolma, † 1970)
- Gustaf Adolf Jonsson, tiratore a segno svedese (Stoccolma, n. 1879 - Stoccolma, † 1949)

## Tiratori di fune(1)
- Gustaf Söderström, tiratore di fune, pesista e discobolo svedese (Stoccolma, n. 1865 - Lidingö, † 1958)

## Triplisti(1)
- Gustaf Lindblom, triplista svedese (Kristinehamn, n. 1891 - Stoccolma, † 1960)

## Tuffatori(1)
- Gustaf Blomgren, tuffatore svedese (Göteborg, n. 1887 - Göteborg, † 1956)